# Kepler-27 b
Kepler-27 b est un Jupiter tiède, orbitant autour de son étoile hôte située à environ 3 406 années-lumière (1 044,36 pc) de la Terre avec une magnitude apparente de 15,82.

## Caractéristiques physiques
L'exoplanète se distingue par sa masse imposante de 9,1 MJ, son rayon compact de 0,36 RJ et sa température élevée de 610 K.

## Orbite
Elle orbite à 0,12  unité astronomique de son étoile, une distance comparable à celle de Vénus dans le système solaire.

## Découverte
L'exoplanète a été découverte par la méthode du transit en 2011.

## Habitabilité
Les conditions d'habitabilité de cette exoplanète ne sont pas déterminées ou ne sont pas connues.